# キース・ウォン
キース・ウォン（王凱駿、Keith Wong、7月31日-）は、香港の男性歌手、EEGチャンネルのアンカーマンである。身長180cm、体重72kg、しし座。2004年にEEGニュー・タレント・シンギング・チャンピオンシップを受賞後、TVB8インターナショナル・チャイニーズ・ニュー・タレント・シンギング・チャンピオンシップを同年に参加し三位を獲得したあと、エンペラー・エンターテインメント・グループの契約に署名して同社の歌手となった。